# إيرني آشر
إيرني آشر (بالإنجليزية: Ernie Asher)‏ هو لاعب اتحاد الرغبي نيوزيلندي، ولد في 21 أبريل 1886 في نيوزيلندا، وتوفي بنفس المكان في 10 أبريل 1973.